# Kaliber
A kaliber a lövedék átmérőjét határozza meg inch-ben. Egy .50-es kaliberű puska esetében ez az adat a cső belső huzagolatlan pontjainak átmérőjét jelöli meg. 0,50 inch azaz 12,7 mm. 
Ebből a számból más adat nem derül ki, ezért szerepel például a BMG (Browning Machine Gun) rövidítés a lőszeren.  
Példák
- .50 BMG = 12,7X99 (12,7 mm lövedék átmérő X 99 mm hüvelyhossz)
- .50 AE = 12,7X32,6 mm (12,7 mm lövedék átmérő X 32,6 mm hüvelyhossz)
- .500 S&W = 12,7X41,24 mm (12,7 mm lövedék átmérő X 41,24 mm hüvelyhossz)

Minden rövidítés magában foglalja a lőszer további adatait. Vannak esetek amikor a kaliberjel után még egy számot találunk a lőszeren, mint a .30-06 Spr. esetében. A .30 szintén a lövedék kaliberét, azaz az átmérőjét határozza meg inch-ben, de a 06 az 1906-os gyártási dátumra vezethető vissza.
A kaliber és a rövidítés összegzésének érdekében jöttek létre a NATO szabvány rövidítések.
| Kaliber | Rövidítés            | NATO      |
| ------- | -------------------- | --------- |
| .223    | Remington            | 5.56X45mm |
| .308    | Winchester           | 7,62X51mm |
| .50     | Browning Machine Gun | 12,7X99mm |